# Férfi hármasugrás a 2011. évi nyári európai ifjúsági olimpiai fesztiválon
A 2011. évi nyári európai ifjúsági olimpiai fesztiválon az atlétikai versenyszámokat Trabzonban rendezték. A férfi hármasugrás selejtezőjét július 27.-én, a döntőjét pedig július 28.-án rendezték.

## Selejtező
| H  | Cs | Név                     | Nemzet           | 1            | 2            | 3             | E      | Mj   |
| -- | -- | ----------------------- | ---------------- | ------------ | ------------ | ------------- | ------ | ---- |
| 1  | B  | Theodoros Zintzovas     | Görögország      | X            | X            | 15.40 (+2.1 ) | 15.40w | Q    |
| 2  | A  | Robert Clarke           | Svájc            | 15.32 (+1.2) | -            | -             | 15.32  | Q PB |
| 3  | B  | Lasha Gulelauri         | Grúzia           | 15.28 (+1.0) | -            | -             | 15.28  | Q    |
| 4  | B  | Musa Tuzen              | Törökország      | 14.64 (+2.9) | 15.14 (+2.5) | -             | 15.14w | Q    |
| 5  | B  | Cristi Nicusor Boboc    | Románia          | 15.07 (+3.3) | -            | -             | 15.07w | Q    |
| 6  | B  | Levon Aghasyan          | Örményország     | 15.02 (+3.5) | -            | -             | 15.02w | Q    |
| 7  | A  | Jean-Noel Cretinoir     | Franciaország    | 14.88 (+1.1) | -            | -             | 14.88  | Q    |
| 8  | B  | Kanstantsin Smal        | Fehéroroszország | 14.60 (+1.9) | X            | 14.81 (+2.9)  | 14.81w | Q    |
| 9  | B  | Tomas Veszelka          | Szlovákia        | X            | 14.77 (+5.1) | -             | 14.77w | Q    |
| 10 | A  | Kristian Pulli          | Finnország       | 14.73 (+3.0) | 14.56 (+2.9) | X             | 14.73w | q    |
| 11 | A  | Olivier Thomas          | Belgium          | 14.42 (+2.6) | 14.68 (+2.6) | 14.14 (+1.9)  | 14.68w | q    |
| 12 | A  | Ricardo Mendes          | Portugália       | X            | 14.51 (+1.9) | X             | 14.51  | q PB |
| 13 | B  | Teymur Asadov           | Azerbajdzsán     | 14.00 (0.0)  | 14.37 (+1.8) | 14.37 (0.0)   | 14.37  |      |
| 14 | A  | Gabriele Parisi         | Olaszország      | X            | X            | 14.17 (+0.6)  | 14.17  |      |
| 15 | A  | Damian Piotr Szufreida  | Lengyelország    | 13.02 (+2.2) | 14.14 (+2.2) | X             | 14.14w |      |
| 16 | B  | Albert Raga             | Spanyolország    | 13.63 (+0.3) | 14.02 (0.0)  | 13.40 (+2.8)  | 14.02  |      |
| 17 | A  | Atanas Valentinov Sabev | Bulgária         | 13.80 (+1.4) | 13.77 (+2.6) | 13.11 (+1.9)  | 13.80  |      |
| 18 | A  | Michal Bednarik         | Csehország       | X            | 13.78 (+2.3) | X             | 13.78w |      |
| -  | B  | Tanel Reinomagi         | Észtország       |              |              |               | -      | NM   |
| -  | A  | Andrey Samoylov         | Oroszország      |              |              |               | -      | DNS  |

## Döntő
| H     | Név                  | Nemzet           | 1            | 2            | 3            | 4            | 5            | 6            | E      | Mj |
| ----- | -------------------- | ---------------- | ------------ | ------------ | ------------ | ------------ | ------------ | ------------ | ------ | -- |
| Arany | Robert Clarke        | Svájc            | 15.39 (+4.0) | 15.50 (+1.6) | 15.18 (+1.0) | 15.35 (+4.0) | 13.58 (+1.3) | 13.94 (+3.1) | 15.50  | PB |
| Ezüst | Lasha Gulelauri      | Grúzia           | 15.30 (+4.2) | 15.41 (+3.8) | 15.49 (+2.3) | 15.26 (+0.9) | X            | 15.46 (+0.3) | 15.49w |    |
| Bronz | Jean-Noel Cretinoir  | Franciaország    | 15.38 (+0.7) | 13.18 (+1.9) | 15.03 (+3.5) | 15.25 (+1.8) | 15.49 (+2.6) | 15.20 (-0.1) | 15.49w |    |
| 4     | Levon Aghasyan       | Örményország     | 14.98 (+1.5) | 15.11 (+3.2) | 15.30 (+1.7) | X            | 15.49 (+2.5) | 13.60 (+1.9) | 15.49w |    |
| 5     | Theodoros Zintzovas  | Görögország      | 15.17 (+2.2) | X            | X            | 14.94 (+0.6) | 15.29 (-0.8) | 13.39 (+0.3) | 15.29  | PB |
| 6     | Tomas Veszelka       | Szlovákia        | 14.76 (+0.1) | 15.26 (+1.8) | -            | 14.90 (+0.7) | 14.02 (+1.5) | 14.97 (+0.5) | 15.26  | PB |
| 7     | Cristi Nicusor Boboc | Románia          | 14.66 (+1.0) | 14.67 (+3.1) | 15.09 (+0.7) | 14.67 (+3.4) | X            | 14.26 (+0.3) | 15.09  | PB |
| 8     | Musa Tuzen           | Törökország      | 14.77 (+5.1) | 14.90 (+3.9) | 14.81 (+3.3) | 14.44 (+2.3) | -            | X            | 14.90w |    |
| 9     | Kristian Pulli       | Finnország       | 14.66 (-0.4) | 14.75 (+3.7) | 13.87 +2.3)  |              |              |              | 14.75w |    |
| 10    | Kanstantsin Smal     | Fehéroroszország | 14.32 (+4.1) | X            | 14.13 (+3.3) |              |              |              | 14.32w |    |
| 11    | Ricardo Mendes       | Portugália       | 13.81 (+1.9) | 14.20 (+3.0) | X            |              |              |              | 14.20w |    |
| 12    | Olivier Thomas       | Belgium          | 13.97 (+3.2) | 13.85 (+2.2) | X            |              |              |              | 13.97w |    |